# Thita glauca
Thita glauca är en skalbaggsart som beskrevs av Aurivillius 1914. Thita glauca ingår i släktet Thita och familjen långhorningar. Inga underarter finns listade i Catalogue of Life.